# Grallaire masquée
Grallaria erythrotis
Espèce
Statut de conservation UICN

 LC  : Préoccupation mineure
La Grallaire masquée (Grallaria erythrotis) est une espèce d'oiseau de la famille des Grallariidae. Cette espèce est monotypique (elle n'est pas divisée en sous-espèces).

## Description
L'adulte mesure environ 17 cm pour un poids allant de 73 à 80 g. 

## Répartition et habitat
Cette espèce est endémique de Bolivie.
Son habitat naturel est subtropical ou des forêts tropicales humides[réf. nécessaire].